# مشاورة

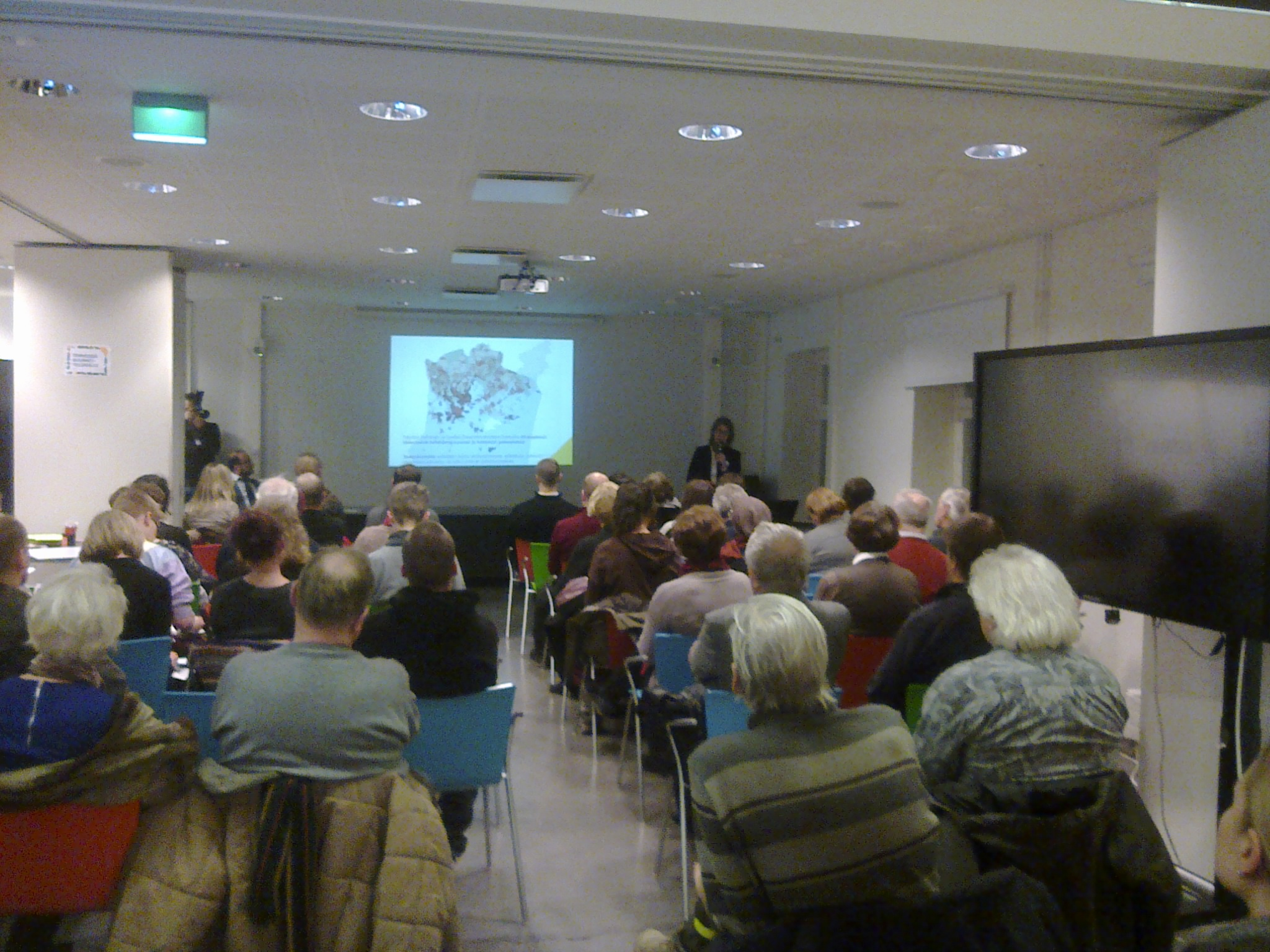
حدث التشاور العام حول التخطيط الحضري في هلسنكي

المشاورة هي عملية تنظيمية تبحث في المواضيع التي يساهم فيها الناس وتؤثر عليهم. وتتمثل أهدافها الرئيسية في تحسين الكفاءة والشفافية ومشاركة الجمهور في المشاريع ذات النطاق الواسع أو في القوانين والسياسات. وهي عادة ما تتضمن تنبيهاً (لنشر الأمر المراد التشاور فيه)، والتشاور (وهو تدفق ذو اتجاهين لتبادل المعلومات والآراء) وكذلك المشاركة (وهو إشراك المجموعات ذات المصلحة في صياغة السياسة أو التشريع). ويُعرف سلّم «ارنشتاين» بأنه أداة شائعة الاستخدام لفهم مستويات مختلفة من المشاركة المجتمعية في عملية الاستشارة.
وهذه العملية نموذجية بالنسبة لدول الكومنولث (رابطة الشعوب البريطانيّة) مثل المملكة المتحدة وكندا ونيوزيلندا وأستراليا. ومعظم الدول الديمقراطية تمتلك أنظمة مماثلة فعلى سبيل المثال تسمى هذه العملية في الولايات المتحدة بـ«الإشعار العام والتعليق». وتستخدم هذه العمليات أيضاً في بعض المنظمات مثل منظمة التعاون الاقتصادي والتنمية. وفي كندا فإن كلمة «المشاورة» لها معنى خاص لدى مجموعات الأمم الأولى:«إنه من واجب الحكومة والجهات الخارجية التشاور مع الأمم الأولى الذين أكدوا ولكن لم يثبتوا حقوق الشعوب الأصلية وأملاكها».
هناك تباين كبير في أساليب المشاورات؛ ففي بعض البلدان توجد قائمة بجميع المشاورات، فهي مذكورة في موجز الأخبار العادي، كما يمكن أن تكون هناك مشاورات وطنية أو إقليمية حسب المنطقة.
وتعتبر المشاورات غير الفعالة بمثابة مشاورات تجميلية أُجريت بسبب الالتزام أو العرض وليست بغرض صنع قرار حقيقي مشترك.